# Selvíria
Aparecida do Selvíria, amtlich Município de Selvíria, ist eine Stadt im brasilianischen Bundesstaat Mato Grosso do Sul in der Mesoregion Ost in der Mikroregion Paranaíba.

## Geografie

### Lage
Die Stadt liegt 410 km von der Hauptstadt des Bundesstaates (Campo Grande) und 798 km von der Landeshauptstadt (Brasília) entfernt. Nachbarstädte sind Ilha Solteira, Aparecida do Taboado, Três Lagoas und Inocência.

### Gewässer
Die Stadt liegt im Becken des Rio Paraná.

### Vegetation
Das Gebiet ist ein Teil der Cerrados (Savanne Zentralbrasiliens).

### Klima
In der Stadt herrscht tropisches Klima (Aw). Im Jahr fallen zwischen 1200 und 1500 mm Niederschläge. Die Temperatur des kältesten Monats liegt zwischen 15 und 20 Grad Celsius.

## Verkehr
In der Stadt kreuzt die Landesstraße MS-444  die Bundesstraße BR-158.

## Durchschnittseinkommen und HDI
Das Durchschnittseinkommen lag 2011 bei 18.493 Real, der Index der menschlichen Entwicklung (HDI) bei 0,682.